# Ménil-Hermei
Ménil-Hermei ist eine französische Gemeinde mit 201 Einwohnern (Stand 1. Januar 2022) im Département Orne in der Region Normandie.

## Geografie
Ménil-Hermei liegt inmitten der Normannischen Schweiz, vier Kilometer vom Aussichtsfelsen Roche d’Oëtre entfernt. Das Gemeindegebiet grenzt an das Département Calvados. Die Gemeinde wird von der Orne über eine Länge von drei Kilometern, vom Baizeron über vier Kilometer und von der Baize über gut einen Kilometer durchflossen.

## Geschichte und Kultur
Vermutlich im 13. Jahrhundert wurde der Ort erstmals unter dem Namen Mesnillum Hermei erwähnt. Ein weiteres Dokument aus dieser Zeit belegt, dass ein Adliger namens Guillaume de Bellière den Ort inklusive der Kirche Sainte-Marie an die Abtei von Falaise spendete. Das eigentliche Gründungsdatum des Ortes wird auf das 10. Jahrhundert geschätzt.
Zwischen zwei Hügeln befindet sich das Lavoir de Bougard, das an der alten Römerstraße nach Briouze gelegen ist. Im Weiler La Vieville befindet sich ein weiteres Lavoir.

### Bevölkerungsentwicklung

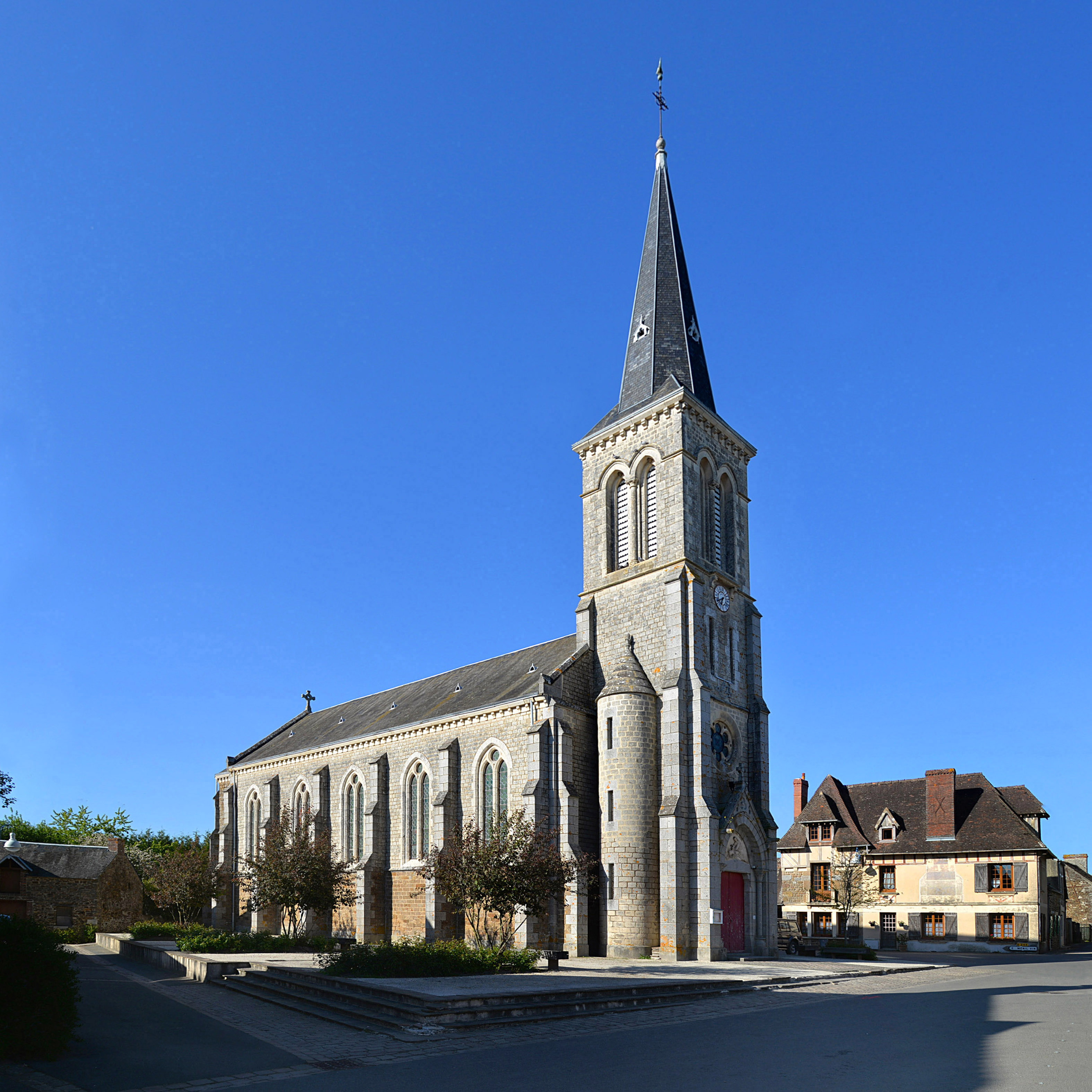
Kirche Mariä Himmelfahrt

| Jahr      | 1962 | 1968 | 1975 | 1982 | 1990 | 1999 | 2009 | 2019 |
| Einwohner | 221  | 208  | 203  | 210  | 176  | 155  | 211  | 205  |